# Trichocerca gracilis
Trichocerca gracilis är en hjuldjursart som först beskrevs av Tessin 1890.  Trichocerca gracilis ingår i släktet Trichocerca och familjen Trichocercidae. Arten är reproducerande i Sverige. Inga underarter finns listade i Catalogue of Life.